# Kasugai
Kasugai (jap. 春日井市  Kasugai-shi) – miasto w Japonii, w prefekturze Aichi, w środkowej części wyspy Honsiu.

## Położenie
Miasto leży w północnej części prefektury nad rzeką Shōnai.

## Gospodarka
W mieście rozwinął się przemysł celulozowo-papierniczy, elektrotechniczny oraz włókienniczy.

## Edukacja
- Chūbu University

## Historia
Miasto zostało założone 1 czerwca 1943 roku w wyniku połączenia miejscowości Kachigawa i wiosek Takaki, Shinogi i Toriimatsu (z powiatu Higashikasugai). W 1958 roku miasto powiększyło się o teren miasteczek Sakashita i Kōzōji. 1 kwietnia 2001 roku miasto zdobyło status tokurei-shi (jap. 特例市; ang. „special city”).

## Populacja
Zmiany w populacji Kasugai w latach 1970–2015:
| Rok  | Populacja |
| ---- | --------- |
| 1970 | 161 835   |
| 1975 | 213 857   |
| 1980 | 244 119   |
| 1985 | 256 990   |
| 1990 | 266 599   |
| 1995 | 277 589   |
| 2000 | 287 623   |
| 2005 | 295 802   |
| 2010 | 305 662   |
| 2015 | 306 508   |

## Miasta partnerskie
- Kanada: Kelowna
- Stany Zjednoczone: Auburn